# Dziewictwo

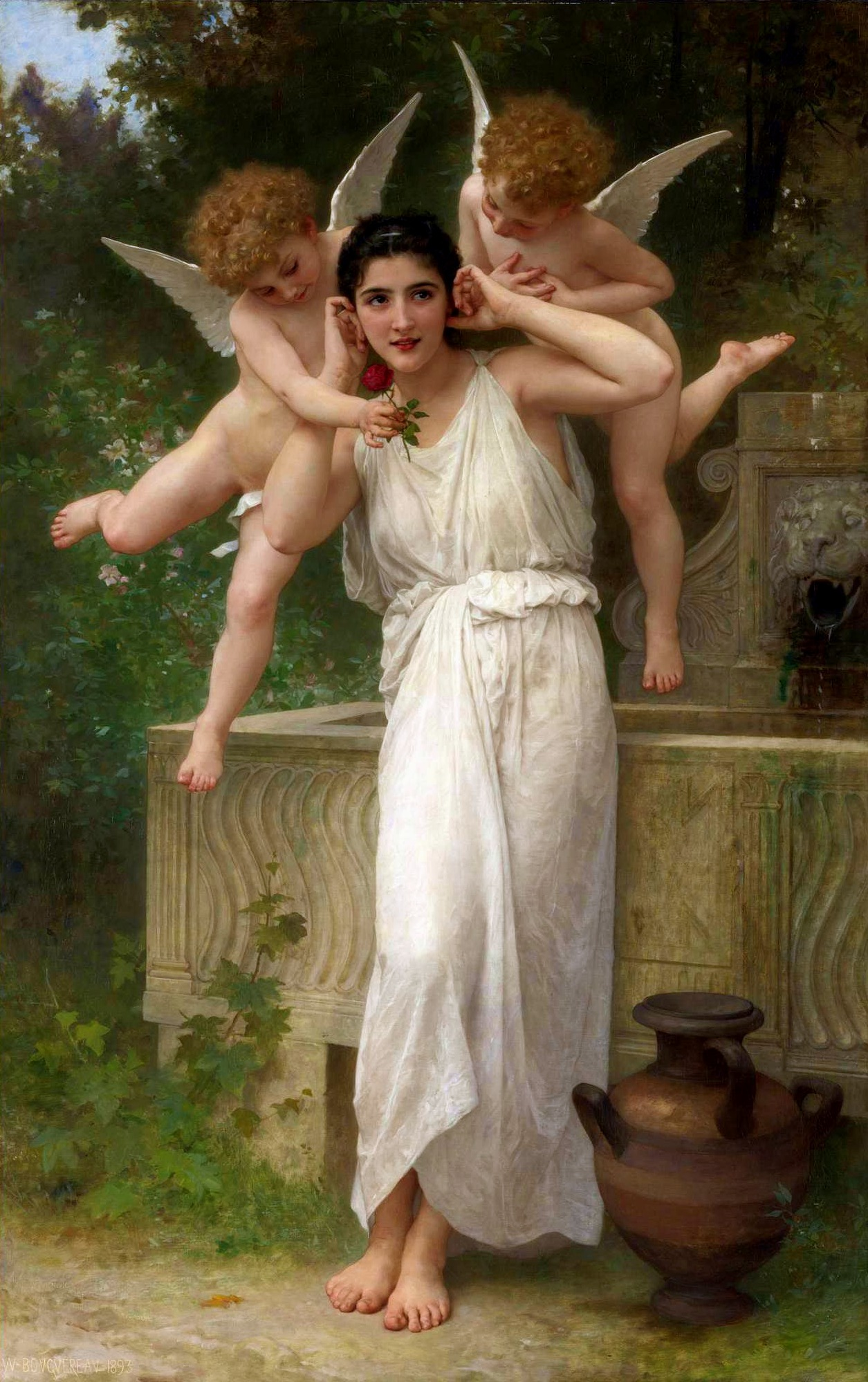
Młodość francuskiego malarza Williama-Adolphe Bouguereau. Biały kolor tradycyjnie kojarzony jest z rytualną czystością, niewinnością i dziewictwem.

Dziewictwo, również prawictwo – termin określający stan osoby, która nigdy nie podejmowała stosunków seksualnych. Istnieją tradycje kulturowe i religijne, które przywiązują szczególną wartość i znaczenie temu stanowi, zwłaszcza wobec niezamężnych kobiet, kojarzonemu z pojęciami czystości osobistej, honoru i wartości. Utrata dziewictwa bywa nazywana defloracją.
Podobnie jak czystość, idea dziewictwa tradycyjnie wiąże się z abstynencją seksualną. Pojęcie dziewictwa dotyczy zazwyczaj kwestii moralnych lub religijnych oraz może mieć wpływ na status społeczny i relacje interpersonalne. Chociaż dziewictwo ma skutki społeczne i miało znaczące skutki prawne w niektórych społecznościach w przeszłości, nie ma skutków prawnych w większości współczesnych społeczeństw.
Określenie „dziewica” pierwotnie odnosiło się tylko do kobiet niedoświadczonych seksualnie, ale rozwinęło swój zakres znaczeniowy, obejmując szereg ujęć, które można znaleźć w koncepcjach tradycyjnych, współczesnych i etycznych. Dla mężczyzny, który nie współżył seksualnie, w języku polskim dawniej stosowano określenie „prawiczek”. Osoby heteroseksualne mogą, ale nie muszą uważać, że utrata dziewictwa następuje wyłącznie w wyniku penetracji pochwy przez prącie, natomiast osoby o innych orientacjach seksualnych często uwzględniają seks oralny, seks analny lub wzajemną masturbację w swoich definicjach utraty dziewictwa.

## Etymologia
Polski rzeczownik „dziewica” pochodzi od „dziewa, dziewka” oznaczającego „młodą kobietę, już dojrzałą seksualnie, ale jeszcze niebędącą matką”. Od XIV wieku dziewica „kobieta, która nie straciła panieństwa; dziewczyna”. Współcześnie oznacza on ‘kobietę do chwili pierwszego stosunku płciowego i używany jest podniośle i poetycko, jest synonimem najwyższej czystości, nie tylko fizycznej, ale i duchowej: dziewiczy stan umysłu, dziewictwo duchowe. Może być używany również do określania świata otaczającego: dziewicze lasy, dziewicze puszcze.

## W kulturze
Koncepcja dziewictwa nabiera istotnego znaczenia tylko w konkretnym kontekście społecznym, kulturowym i moralnym. Według Hanne Blank „dziewictwo nie odzwierciedla żadnego znanego biologicznego imperatywu i nie daje żadnej widocznej przewagi ewolucyjnej”. Chociaż dziewictwo było historycznie związane z czystością i wartością, wielu badaczy feministycznych uważa, że jest to mit. Twierdzą oni, że nie istnieje znormalizowana medyczna definicja dziewictwa, nie ma naukowo weryfikowalnego dowodu utraty dziewictwa, a stosunek płciowy nie powoduje zmiany w osobowości. Jessica Valenti, feministyczna pisarka i autorka The Purity Myth, uzasadnia, że pojęcie dziewictwa jest również wątpliwe z powodu wielu indywidualnych definicji utraty dziewictwa, a cenienie dziewictwa umieściło moralność kobiety „między jej nogami”. Krytykuje pogląd, że aktywność seksualna ma jakikolwiek wpływ na moralność lub na kwestie etyczne.

### Definicje utraty dziewictwa
Istnieją różne wyobrażenia co do tego, jakie rodzaje aktywności seksualnej prowadzą do utraty dziewictwa. Tradycyjny pogląd jest taki, że dziewictwo traci się tylko poprzez penetrację pochwy przez penisa, za zgodą lub bez zgody, a akty seksu oralnego, seksu analnego, wzajemnej masturbacji lub innych form seksu bez penetracji nie prowadzą do utraty dziewictwa. Osoba, która angażuje się w takie działania, nie angażując się w stosunek pochwowy, jest często uważana wśród heteroseksualistów i badaczy za „dziewicę z technicznego punktu widzenia”. Z kolei geje lub lesbijki często opisują takie czyny jako powodujące utratę dziewictwa. Niektórzy homoseksualni mężczyźni uznają penetrację analną za prowadzącą do utraty dziewictwa, ale nie jest już nią seks oralny lub seks bez penetracji, natomiast lesbijki mogą uznać seks oralny lub palcówkę za utratę dziewictwa. Niektóre lesbijki, które debatują nad tradycyjną definicją rozważają, czy formy penetracji pochwy niezwiązane z penisem stanowią utratę dziewictwa, podczas gdy inni geje i lesbijki twierdzą, że termin „dziewictwo” jest dla nich bez znaczenia z powodu przewagi tradycyjnej definicji.
To czy osoba może stracić swoje dziewictwo w wyniku gwałtu jest również przedmiotem dyskusji, przy czym w niektórych badaniach dominuje przekonanie, że dziewictwo może zostać utracone jedynie w wyniku uprawiania seksu za obopólną zgodą. W badaniu przeprowadzonym przez badaczkę i autorkę, Laurę M. Carpenter, wielu mężczyzn i kobiet dyskutowało nad tym w jaki sposób czuli, że dziewictwo nie może być odebrane przez gwałt. Opisywali utratę dziewictwa na jeden z trzech sposobów: „jako dar, piętno lub część procesu”.
Carpenter stwierdza, że pomimo tego, że postrzeganie tego, co decyduje o utracie dziewictwa, jest tak samo zróżnicowane wśród gejów i lesbijek, jak wśród heteroseksualistów, a w niektórych przypadkach bardziej zróżnicowane wśród tych pierwszych, że sprawa została jej opisana jako ludzie postrzegający akty seksualne związane z utratą dziewictwa jako „akty odpowiadające twojej orientacji seksualnej”, co sugeruje, co następuje: „Jeśli więc jesteś gejem, powinieneś uprawiać seks analny, ponieważ tak właśnie robią geje. A jeśli jesteś kobietą homoseksualną, to powinnaś uprawiać seks oralny, bo tak właśnie robią homoseksualne kobiety. I tak właśnie te rzeczy stają się, jak markery, na to, kiedy dziewictwo zostaje utracone”.
Zjawisko „technicznego dziewictwa” lub abstynencji seksualnej poprzez seks oralny jest popularne wśród nastolatków. Na przykład seks oralny jest powszechny wśród nastoletnich dziewcząt, które uprawiają go ze swoimi chłopakami nie tylko w celu zachowania dziewictwa, ale także w celu stworzenia i utrzymania intymności lub uniknięcia ciąży. W badaniu z 1999 roku opublikowanym w JAMA (Journal of the American Medical Association), definicja seksu została zbadana w oparciu o losowo dobraną w 1991 roku próbę 599 studentów z 29 stanów USA; odkryto, że 60% z nich stwierdziło, że kontakt oralno-genitalny (jak fellatio, cunnilingus) nie stanowi uprawiania seksu.

### Wczesna utrata dziewictwa
Wykazano, że wczesna utrata dziewictwa jest związana z takimi czynnikami, jak poziom wykształcenia, samodzielność, czynniki biologiczne, takie jak wiek i płeć, oraz czynniki społeczne, takie jak nadzór rodzicielski lub przynależność religijna, przy czym najczęstszymi są zmienne socjodemograficzne. Jednocześnie wykazano, że wykorzystywanie seksualne ma związek z późniejszymi ryzykownymi zachowaniami seksualnymi i młodszym wiekiem dobrowolnego stosunku seksualnego. Inicjacja seksualna w młodszym wieku wiąże się z: mniejszą częstotliwością używania prezerwatyw, mniejszą satysfakcją i większą częstotliwością przyczyn nieautonomicznych pierwszego spotkania seksualnego. Niepożądane skutki utraty dziewictwa we wczesnym wieku obejmują mniejsze szanse na stabilność ekonomiczną, niższy poziom wykształcenia, izolację społeczną, zakłócenia życia małżeńskiego i większe konsekwencje medyczne. Do tych konsekwencji medycznych należy wzrost zachorowań na choroby przenoszone drogą płciową, rak szyjki macicy, choroby zapalne miednicy, zwiększona dzietność i niechciane ciąże.

### Dziewictwo kobiet

#### Wartość kulturowa
Pierwszy akt współżycia seksualnego kobiety jest powszechnie uważany w wielu kulturach za ważny osobisty kamień milowy. Jego znaczenie znajduje odzwierciedlenie w takich wyrażeniach, jak „oszczędzanie siebie”, „utrata dziewictwa”, „odbieranie komuś dziewictwa” i czasami jako „defloracja”. Niekiedy wydarzenie to postrzegane jest jako zakończenie niewinności, nienaruszalności lub czystości oraz seksualizacja jednostki.
Tradycyjnie istniało kulturowe oczekiwanie, że kobieta nie będzie angażować się w seks przedmałżeński i przyjdzie na ślub jako dziewica oraz że „odda” dziewictwo swojemu nowemu mężowi w akcie konsumpcji małżeństwa. Kobiece praktyki seksualne obracały się wokół idei kobiet czekających na seks do chwili zawarcia małżeństwa.
Niektóre kobiety, które wcześniej były aktywne seksualnie (lub ich błona dziewicza została w inny sposób uszkodzona) mogą zostać poddane zabiegowi chirurgicznemu, zwanemu hymenorrhaphy lub hymenoplastyka, mającemu na celu naprawę lub zastąpienie jej błony dziewiczej i spowodowanie krwawienia z pochwy podczas następnego stosunku jako dowód dziewictwa (patrz poniżej). W niektórych kulturach niezamężna kobieta, która nie jest dziewicą, czy to z wyboru, czy w wyniku gwałtu, może być przedmiotem wstydu, ostracyzmu, a nawet honorowego zabójstwa. W tych społecznościach dziewictwo kobiet jest ściśle powiązane z osobistym, a nawet rodzinnym honorem, szczególnie tych znanych jako społeczeństwa wstydu, w których utrata dziewictwa przed zawarciem małżeństwa jest kwestią głębokiego wstydu. W niektórych częściach Afryki wciąż panuje mit, że seks z dziewicą jest w stanie wyleczyć HIV/AIDS, co skłania do gwałcenia młodych kobiet i dziewczynek. W innych społeczeństwach, takich jak wiele współczesnych kultur zachodnich, brak abstynencji seksualnej przed zawarciem małżeństwa nie jest tak napiętnowany społecznie, jak może to mieć miejsce we wcześniej wymienionych kulturach.

#### Udowadnianie dziewictwa
W niektórych kulturach wymagane jest wykazanie dziewictwa panny młodej przed zawarciem małżeństwa. Tradycyjnie było to weryfikowane przez obecność nienaruszonej błony dziewiczej, co zostało potwierdzone albo badaniem fizycznym (zazwyczaj przez lekarza, który wystawia „świadectwo dziewictwa”), albo przez „dowód krwi”, który odnosi się do krwawienia z pochwy wynikającego z rozerwania błony dziewiczej po pierwszym usankcjonowanym kontakcie seksualnym. W niektórych społecznościach prześcieradło z nocy poślubnej z plamami krwi było przedstawiane jako dowód zarówno skonsumowania małżeństwa, jak i tego, że panna młoda była dziewicą. Przymusowe medyczne badanie dziewictwa jest praktykowane w wielu regionach świata, ale dziś potępia się je jako formę znęcania się nad kobietami. Według Światowej Organizacji Zdrowia (WHO):Przemoc seksualna obejmuje szeroki zakres aktów przemocy, w tym (....) akty przemocy wobec integralności seksualnej kobiet, w tym okaleczanie żeńskich narządów płciowych i obowiązkowe weryfikacje dziewictwa.
Badacze podkreślają, że obecność lub brak błony dziewiczej nie jest wiarygodnym wskaźnikiem tego, czy kobieta była penetrowana waginalnie, czy też nie. Błona dziewicza to zazwyczaj cienki i elastyczny fałd błony śluzowej, który może częściowo zakrywać wejście do pochwy. Może zostać rozciągnięta lub naderwana podczas pierwszego zbliżenia waginalnego. Jednakże błona dziewicza może zostać uszkodzona również podczas aktywności fizycznej. Wiele kobiet posiada tak cienkie, delikatne błony dziewicze, łatwo rozciągliwe i już po urodzeniu przedziurawione, że błona dziewicza może zostać przerwana w dzieciństwie bez świadomości dziewczyny, często poprzez aktywność sportową. Na przykład poślizg podczas jazdy na rowerze może czasami prowadzić do tego, że siodełko wjeżdża na tyle daleko, by przerwać błonę dziewiczą.
Istnieje powszechne przekonanie, że niektóre kobiety rodzą się bez błony dziewiczej, ale pojawiły się pewne wątpliwości dotyczące tej kwestii w niedawnym badaniu. Prawdopodobnie prawie wszystkie kobiety rodzą się z błonami dziewiczymi, ale niekoniecznie z takimi, które doświadczą wymiernej zmiany podczas pierwszego doświadczenia stosunku pochwowego. Niektóre zabiegi medyczne mogą czasami wymagać otwarcia błony dziewiczej kobiety (hymenotomia).

## Historycznie

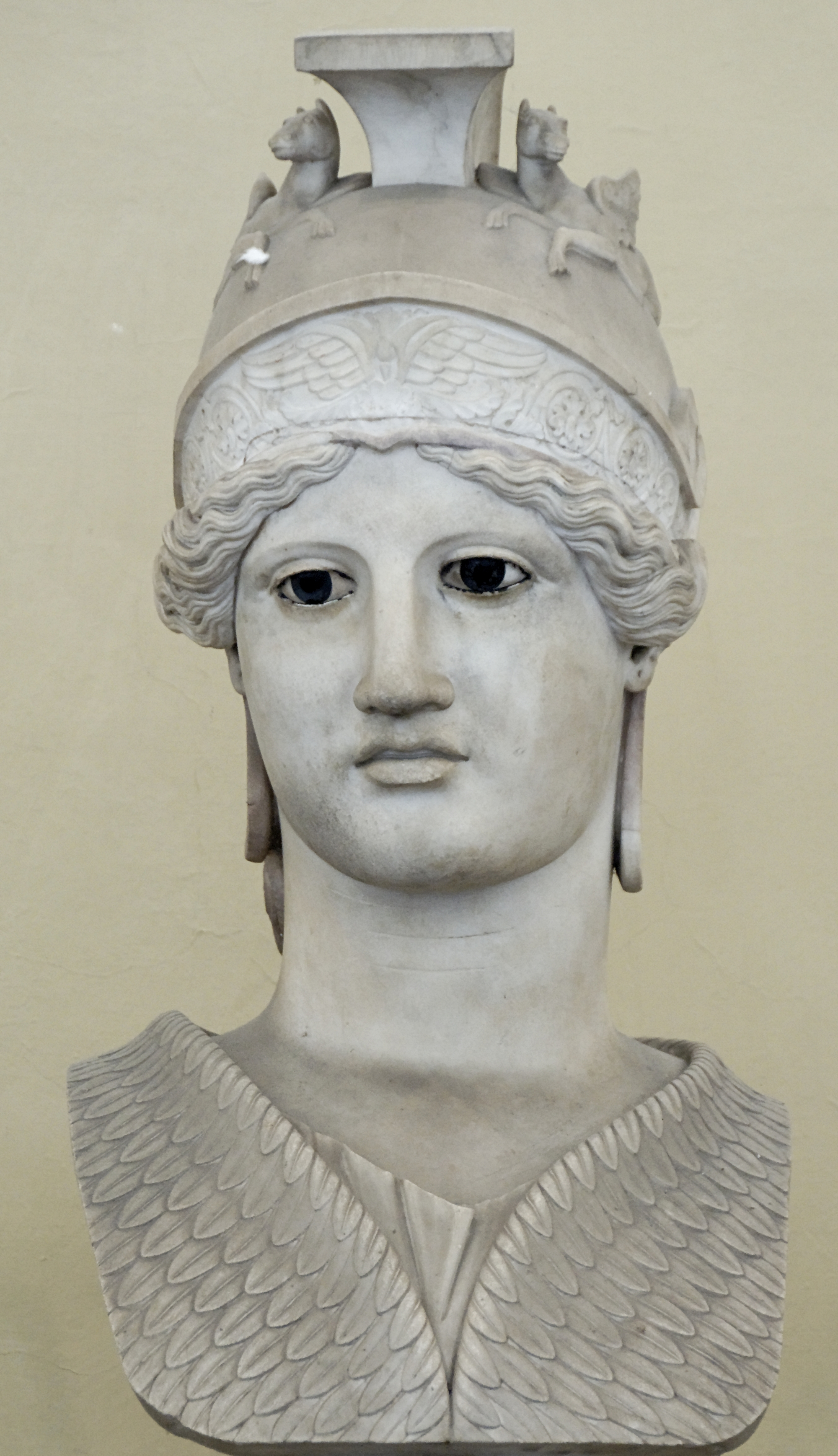
Głowa bogini Ateny-dziewicy (parthenos), patronki Aten. Muzeum Watykańskie, sekcja XVI

### Starożytna Grecja i Rzym
W zachodnim kręgu cywilizacyjnym dziewictwo stało się stanem o szczególnym znaczeniu sakralnym w starożytnej Grecji (gdzie obowiązywało tzw. sybille, czyli wieszczki świątynne) oraz w Rzymie (westalki, kapłanki bogini Westy). Cyceron (106-43 przed Chr.) w De legibus 2,29 wyjaśnia, że powodem było wykazanie, że natura kobieca jest zdolna do całkowitej czystości (łac. castitas). Uczeni wskazują też inne powody, jak np. uniezależnienie kultu religijnego od wpływu danej rodziny. Niektóre mity greckie mówią też o składaniu ofiar z dziewic i młodych (zapewne nietkniętych seksualnie) chłopców.
W literaturze starożytnej Grecji, takiej jak hymny homeryczne, znajdują się odniesienia do bogiń Partenonu, Artemidy, Ateny i Hestii składając śluby wiecznego dziewictwa(stgr. παρθενία). Jednakże argumentowano, że panieński stan parthenia (stgr. παρθένος), przywoływany przez te bóstwa, ma nieco inne znaczenie niż to, co jest zwykle rozumiane jako dziewictwo we współczesnych religiach zachodnich. Raczej partenia skupiała się bardziej na możliwości zawarcia małżeństwa i abstrakcyjnych koncepcjach bez ścisłych wymogów fizycznych, które byłyby naruszone, ale nie całkowicie zniesione, przez przedmałżeńskie stosunki seksualne. Z tych powodów, inne boginie niebędące wiecznie zaangażowane w partenię w Homerycznych Hymnach są w stanie odnowić swoje dziewictwo poprzez rytuał (jak Hera) lub wybrać wygląd, który implikuje posiadanie go (jak Afrodyta).

### Starożytny Izrael
W starożytnym Izraelu dziewictwo było naturalnym stanem dziewcząt, poprzez który przygotowywały się do małżeństwa. Po hebrajsku stosują się do nich zamiennie dwa słowa: betula oraz alma (por. Iz 7,14). Córki były strzeżone w domu rodzicielskim rzadko opuszczając jego ściany. Jeżeli wychodziły, były ubrane w długą, sięgającą kostek, tunikę z długimi rękawami. Tradycyjnie, jak większość pobożnych kobiet, zwłaszcza w mieście, nosiły też nakrycie głowy z woalką zakrywającą twarz – tak gęstą, że nie można było rozpoznać rysów twarzy. Tak ubrana była Zuzanna, gdy przyszła na sąd po oskarżeniu przez dwóch starców o zdradę męża (por. Dn 13,32). Zwyczaj zasłaniania twarzy, stosowany także w trakcie obrzędów ślubnych, umożliwił Labanowi zamianę córek w czasie zawierania małżeństwa przez Jakuba – zamiast obiecanej Racheli przyprowadził Jakubowi Leę, o czym ten przekonał się dopiero rano po nocy poślubnej (Rdz 29,23-25). Oczywiście ubiór kobiet zależał też od rodzaju wykonywanej pracy i raczej na wsi był mniej rygorystycznie przestrzegany.
Córki były pod ścisłą opieką i władzą rodzicielską ojca, lub jego przedstawiciela, jeżeli ojciec nie mógł spełniać tej roli. Dziewczęta, które nie osiągnęły wieku dwunastu lat i jednego dnia uważano za nieletnie, nazywano je po hebrajsku qetannah. Dziewczęta między dwunastym a dwunastym i pół rokiem życia nazywano na'ǎrah – był to wiek, kiedy ojciec układał małżeństwo swej córki i było to jego wyłączne prawo. Jeśliby córka bez jego wiedzy poślubiła kogoś, związek taki był nieważny. Córka mogła decydować o swoim małżeństwie wyłącznie po przekroczeniu dwunastego i pół roku życia, odkąd nazywana była bôgèrèt (Miszna-Ketubot IV, 4 oraz 40a-b). Zwyczaje dotyczące sposobu życia młodych dziewcząt, panujące w diasporze w Aleksandrii opisał Filon, współczesny Jezusa Chrystusa, mając na myśli dom zaprojektowany w stylu hellenistycznym:

Bazary, rady, trybunały, świąteczne pochody, wielkie zgromadzenia mężczyzn, krótko mówiąc całe życie publiczne wraz z jego dysputami i sprawami, zarówno w czasie pokoju, jak i wojny, jest domeną mężczyzn. Kobietom wypada pozostawać w domu i żyć w odosobnieniu. Młode dziewczyny powinny przebywać w apartamentach z tyłu domu, granicą winny być drzwi łączące /z apartamentami mężczyzn/, zaś dla kobiet zamężnych drzwi prowadzące na dwór (De Specialibus legibus, III, 169)

Te aleksandryjskie zwyczaje, chociaż nie były znane we wcześniejszych czasach biblijnych, spotkać było można w Izraelu także poza judaizmem aleksandryjskim. Przy okazji dwóch prób naruszenia świętości Świątyni w Jerozolimie, w 217 r. przed Chr. oraz w 176 r. przed Chr., jako znak ostatecznej żałoby społecznej dziewczęta wyszły na ulice:

Kobiety przepasane worami poniżej piersi zapełniły ulice. Zamknięte dotychczas dziewczęta jedne pobiegły do bram, inne na mury, inne wreszcie wychylały się przez okna. Wszystkie zaś wyciągając ręce do nieba, zanosiły błaganie (2 Mch 3,19-20; por. apokryficzne 3 Mch 1,18 oraz 4 Mch 18,7).

Nie można jednak uogólniać, mając inne świadectwa, jak np. młodą Salome, tańczącą wobec gości w czasie urodzin Heroda Antypasa (por. Mk 6,22; Mt 14,6). Oprócz tego, zgodnie w Rdz 38, 15 można przeczytać na temat Tamar: „Kiedy Juda ją ujrzał, pomyślał, że jest ona nierządnicą, gdyż miała twarz zasłoniętą.”. Szczególnie sposób życia warstw niższych, także ze względów ekonomicznych, nie pozwalał na pełne odseparowanie.
W Izraelu dziewictwo panny młodej było na tyle ważne, że Miszna stwierdza, że śluby zawierano we środy, by w razie, gdyby okazało się w czasie nocy poślubnej, że panna młoda nie była dziewicą, pan młody mógł złożyć pozew do sądu zwanego bet din, który zasiadał regularnie we czwartki (Miszna-Ketubot 1,1). Przyjął się jednak zwyczaj zawierania ślubu we wtorek, by zapobiec wyegzekwowaniu przez miejscowego władcę prawa pierwszej nocy.
Jak ważne było dziewictwo panny młodej pokazuje też to, że jednym z elementów uroczystości weselnych było pokazywanie gościom weselnym po nocy poślubnej prześcieradła ze śladami defloracji panny młodej. Rodzice jej przechowywali zakrwawiony dowód na przyszłość. Również sam sposób odbywania wesela był dowodem na dziewictwo panny młodej, gdyż tylko kobiety, które były dziewicami, szły do ślubu zasłonięte welonem. Innym znakiem dziewictwa w czasie wesela były rozplecione włosy, towarzyszenie pannie młodej śpiewem pieśni oblubieńczej (Miszna – Ketubot 2,1).

### Średniowiecze
W średniowieczu, dziewictwo jako powołanie życiowe było stawiane za ideał nie tylko kobietom, lecz także mężczyznom. Na poziomie kultury ludowej, w literaturze nie zawsze jednak było ono tak traktowane. Przykładem może być historia romansu Abelarda i Helojzy.
Jacques Le Goff sugeruje, że niezwykła rola dziewictwa kobiet w kulturze średniowiecznej brała się z dysproporcji demograficznej między mężczyznami a kobietami. Mężczyźni ginęli w niekończących się wojnach, poligamia była przeciwna chrześcijańskiemu nauczaniu o małżeństwie, więc propagowanie różnych form dziewictwa odgrywało istotną rolę społeczną w tej sytuacji.
Słynne dziewice średniowiecza: to Joanna d’Arc i święta Kinga.

## Poglądy religijne
Zasugerowano, aby wydzielić z tego artykułu informacje nt. poglądów religijnych dotyczących dziewictwa do artykułu Religie a seksualność.  (dyskusja)

### Dziewictwo w Biblii

#### W Starym Testamencie
Według zasad Starego Testamentu, dziewictwo osób dorosłych rozumiane było na równi z bezpłodnością – jako znak hańby czy poniżenia (Rdz 30, 23; 1 Sm 1, 11; Łk 1, 25). Pojęcie i rozumienie dziewictwa zmieniało się w czasie, bywało utożsamiane z bezżennością. I tak w Starym Testamencie mamy obrazy takich osób jak Debora czy Judyta, które po śmierci swoich mężów postanowiły pozostać wdowami i żyć we wtórnym dziewictwie. Podobnie postanowiła postąpić Anna (Łk 2,37).
Pewnym ewenementem wśród proroków jest postać Jeremiasza – który na wyraźne polecenie Boga rezygnuje z małżeństwa (Jer 16, 2) – w tym celu, by symbolicznie przedstawić Izraelowi bliskość grożącej mu kary, w trakcie której nie oszczędzone zostaną ani kobiety, ani dzieci (16, 3 nn. 10-13). Dla proroka Izajasza małżeństwo młodej pary, symbolizowało zaślubiny Jahwe z Izraelem. I wreszcie prorok uważany za proroka Starego i Nowego Testamentu – Jan Chrzciciel, który nazywa się przyjacielem Oblubieńca, który będąc najgorliwszym apostołem rodziny (w obronie rodziny stracił życie) sam wybrał bezżeństwo, by przygotować drogę Mesjaszowi. Bóg przygotowywał swój lud na to, aby ten całą swoją miłość składał w Nim. Na przełomie Starego i Nowego Testamentu, pojawiła się grupa religijna tzw. esseńczyków, lecz z dużym prawdopodobieństwem ich wybór życia w bezżenności był podyktowany bardziej troską o zachowanie czystości legalnej niż jako wyraz miłosnego oddania się w pełni Osobowemu Bogu.

#### W Nowym Testamencie

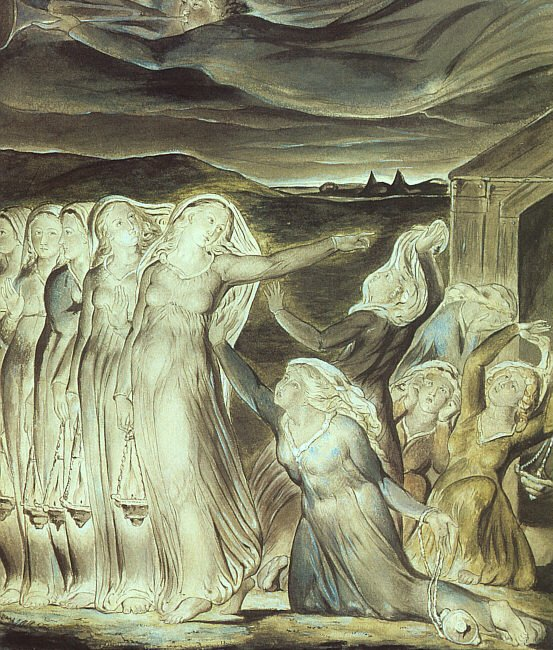
Obraz Willliama Blake’a (1822) ilustrujący ewangeliczną przypowieść o pannach głupich i mądrych (Mt 25,1-11). Panny (betula) są tu rozumiane, zgodnie ze zwyczajami weselnymi starożytnego Izraela, jako dziewczyny dziewicze, niepoślubione, które nie poznały jeszcze mężczyzny. Tate Gallery, Londyn

Dziewictwo w Nowym Testamencie, podobnie jak w Starym, wiąże się z pojęciem miłości oblubieńczej. Związek Chrystusa ze Wspólnotą Kościoła ma charakter dziewiczy, jest jednak obrazem związku małżeńskiego: Chrystus umiłował Kościół i wydał zań samego siebie (Ef 5, 25). Kościół – po grecku ekklesia – jest w rodzaju żeńskim. Lokalna wspólnota w Koryncie jest ukazana przez św. Pawła Apostoła jako zaślubiona Chrystusowi – przedstawił ją Chrystusowi-mężowi jako dziewicę czystą i nieskalaną ((gr.) ενι ανδρι παρθένον αγνην παρασθησαι τω Χριστω – eni andri parthenon agnen parasthesai to Christo, 2 Kor 11, 2; por. Ef 5, 27). Apostoł wyraża się językiem należącym do języka zakochanych, pisze że o wspólnoty kościelne, które założył jest zazdrosny Boską zazdrością (2 Kor 11, 2).
Nowy Testament ukazuje dziewictwo wspólnoty-Kościoła u progu czasów mesjańskich jako realizowane najpierw w Marii z Nazaretu. Jest ona określana mianem dziewica /(gr.) παρθενος – parthenos/ jako jedyna kobieta w pismach nowotestamentalnych (por. Łk 1,27; Mt 1,23). Ignace de La Potterie SJ stanął na stanowisku, że tekst Ewangelii wskazuje, iż Maria już przed Zwiastowaniem podjęła zamiar strzeżenia swego dziewictwa (Łk 1,34). Autor twierdzi, że chciała zachować siebie dla Boga. Jednocześnie przyjęła obowiązek poślubienia Józefa, jako wyraz woli Bożej. Ta sprzeczność wyjaśniła się, gdy Anioł zwiastował jej słowo Boże, że będzie matką i dziewicą zarazem, że będzie szła drogą powołania do dziewictwa i jednocześnie będzie znakiem Wcielenia. W jej osobie spełniły się wszystkie wydarzenia Starego Testamentu, przygotowujące eschatologiczne dziewictwo Nowego Przymierza, o którym mówił Chrystus: Są także bezżenni, którzy ze względu na królestwo niebieskie zostali bezżennymi (Mt 19,12). W myśl opisu biblijnego, historia Marii ukazuje znaczenie dziewictwa uczniów Chrystusa, które bez światła wiary wydaje się nie mieć sensu. Dziewictwo Marii, zakończone niezwykłym, wymagającym działania Bożego poczęciem i porodem Zbawiciela, poprzedziły wszystkie te sytuacje, w których kobiety niepłodne, po cudownej interwencji Bożej – ze względu na mającego się w przyszłości narodzić Mesjasza – otrzymywały potomstwo, jak Anna, która urodziła Samuela (1 Sm 1,19-20); Sara, która w podeszłym wieku zrodziła Izaaka (Rdz 18,10-15 oraz 21,1-7); czy wreszcie Elżbieta, matka Jana Chrzciciela (Łk 1,5-25 oraz 57-80).

### Chrześcijaństwo

#### W epoce Ojców Kościoła
Dziewictwo w chrześcijaństwie cieszyło się szacunkiem od czasów Ojców apostolskich, świadczą o tym np. stan Synów przymierza w Syrii, czy później cenobityzm w Egipcie – ogromna liczba mnichów mieszkających w miastach, np. w Oksyrynchos, czy na terenach pustynnych, np. w Tebach, Sketis, Nitrii czy Celach.
W czwartym wieku, Jowinian, odszedł od tradycyjnego nauczania Kościoła, i zaczął przekonywać, że dziewictwo nie jest bardziej święte niż małżeństwo oraz że Maria z Nazaretu, po porodzeniu Jezusa żyła z Józefem jak każde małżeństwo. Pod wpływem nauczania Jowiniana, wiele dziewic konsekrowanych, porzucało swój stan i wyszło za mąż. Reakcja papieża Syrycjusza, biskupa Rzymu w latach 384–399, oraz Ambrożego (339–397), biskupa Mediolanu, którego rodzona siostra żyła w dziewictwie, a także św. Hieronima (331–420), poszukiwanego kierownika duchowego dziewic, była bardzo stanowcza. Papież potępił nauczanie Jowiniana jako herezję, Ambroży i Hieronim napisali traktaty o dziewictwie. W polemikę z Jowinianem włączył się także Augustyn z Hippony (354–430), jego traktat nosi tytuł O świętym dziewictwie.
Metody z Olimpu (III/IV w.), grecki Ojciec Kościoła w traktacie Uczta, czyli o dziewictwie, znanym też pod nazwą Uczta dziesięciu dziewic (PG, 18, 27-220), napisanym na wzór Uczty Platona, opisywał rozwój świadomości moralnej ludzkości, poczynając od związków kazirodczych, poprzez poligamię do małżeństw monogamicznych. Dziewictwo, jako stan najdoskonalszy, jest zwieńczeniem ewolucji ludzkich obyczajów. Metody podkreślał jednocześnie godność małżeństwa, pytając: Czy istniałyby dziewice, gdyby nie było małżonków?. Wśród Ojców greckojęzycznych, traktaty o dziewictwie napisali Grzegorz z Nyssy (ok. 335-395), a także Jan Chryzostom (350–407). Ten ostatni broniąc wyższości dziewictwa wobec małżeństw wypowiedział jednocześnie znamienne słowa, które zacytował Jan Paweł II w adhortacji Familiaris consortio, 16:

Kto potępia małżeństwo, pozbawia także dziewictwo jego chwały; kto natomiast je chwali, czyni dziewictwo bardziej godnym podziwu i chwalebnym. To, co wydaje się dobrem tylko w porównaniu ze złem, nie może być wielkim dobrem; ale to, co jest lepsze od tego, co wszyscy uważają za dobro, jest z pewnością dobrem w stopniu najwyższym. (Jan Chryzostom, O dziewictwie, 10).

Przekonanie Jana Chryzostoma o wyższości dziewictwa nad stanem małżeńskim wyraziło się w czasie kryzysu powołania kapłańskiego jego przyjaciela Teodora z Mopswestii (350-428). Jan napisał wtedy do niego dwa listy, w których zachęcał go, by zamiast planować małżeństwo, powrócił do stanu dziewictwa. Teodor posłuchał rady przyjaciela.

#### Dziewictwo a współżycie seksualne
Dla mężczyzny, który nie współżył seksualnie, w języku polskim dawniej stosowano określenie „prawiczek”, etymologicznie jest ono bliskie słowu prawość, prawy i wyraża szacunek, jakim w chrześcijaństwie zawsze otaczano dziewictwo. Stosunek seksualny uznawany był za naruszenie pierwotnej niewinności, jako niosący w sobie skutki grzechu pierworodnego, czyli przede wszystkim pożądliwość. Kościół katolicki podtrzymuje naukę o tym, że zmysłowość ludzka jest ogólnie, nie tylko w sferze erotycznej, zraniona pożądliwością, która sprawia, że ludzie nie zachowują rozumnej miary i skłania nas do niesłusznego pożądania czegoś (KKK 2535). W przypadku pożycia seksualnego do znieprawienia dochodzi, gdy pożycie jest rozwiązłe, czyli cechuje się nieuporządkowanym pożądaniem lub nieumiarkowanym korzystaniem z przyjemności cielesnych, konkretnie, gdy szuka się przyjemności dla niej samej w oderwaniu od nastawienia na prokreację i zjednoczenie (KKK 2351). Katechizm posoborowy uznaje też, że niedostrzeganie konsekwencji grzechu pierworodnego w życiu człowieka ma niedobre konsekwencje m.in. także w wychowaniu:

Nieuwzględnianie tego, że człowiek ma naturę zranioną, skłonną do zła, jest powodem wielkich błędów w dziedzinie wychowania, polityki, działalności społecznej i obyczajów.

W języku współczesnym, popularnym określenie prawiczka ma brzmienie pejoratywne i ośmieszające, co wyraża też zmianę popularnych nastrojów wobec dziewictwa.
Współcześnie kościoły chrześcijańskie często zamiast pojęcia dziewictwa używają pojęcia czystości, które nie w pełni pokrywa się z fizjologią, np. czystość zachowuje ofiara gwałtu.
W nauczaniu Kościoła katolickiego szczególnie podkreśla się rolę czystości przedmałżeńskiej.
Świadkowie Jehowy kategorycznie wystrzegają się poza- i przedmałżeńskich kontaktów seksualnych uznając je za grzech rozpusty.

### Judaizm
Dziewictwo dziewcząt szykujących się do ślubu w judaizmie było niewątpliwie cenioną wartością – zarówno pod względem moralnym, jak i finansowym. Za poślubienie dziewicy przyszły mąż musiał złożyć większy mohar betulot, czyli sumę pieniędzy tradycyjnie płaconą rodzicom żony. Gdy naruszenie dziewictwa fizycznego było wynikiem wypadku – według szkoły Rabban Gamaliela i R. Eliezera wystarczyło, by sama dziewczyna twierdziła, że doszło do wypadku, według R. Joszui ben Hananiasza powinna była to udowodnić – dziewczynę w dalszym ciągu uznawano za dziewicę. Również dziewczynki zgwałcone przed ukończeniem trzeciego roku życia i jednego dnia, były nadal uznawane za dziewice, gdyż można porównać ten czyn do wsadzania palca do oka (Nid. 5,4).
Z kolei w przypadku, gdy małżeństwo zakończyło przed rozpoczęciem współżycia, z powodu śmierci męża lub rozwodu, mimo nietkniętego dziewictwa fizycznego, kobieta była uznawana w prawie za nie-dziewicę.
W Pięcioksięgu dziewictwo dziewczyny było strzeżone przez prawo. Księga Wyjścia 22,15-16 zobowiązuje mężczyznę, który uwiódł dziewicę do poślubienia jej. Gdyby ojciec dziewczyny się nie zgodził, musi zapłacić mohar, tak jak by ją poślubił. Podobnie Księga Powtórzonego Prawa. W rozdziale 22 mówi się tam o przestępstwach przeciw dziewictwu. W wersetach 28-29 Księga stwierdza, że oprócz tego, że mężczyzna, który uwiódł, ma wziąć z dziewczyną ślub, złożyć 50 szekli w srebrze ojcu, to nie ma on także prawa do rozwodu. Wcześniej w wersach 23-27, rozpatrywany jest przypadek, kiedy dziewica jest już poślubiona, w domyśle jeszcze przed zamieszkaniem z mężem. Gdy doszło do współżycia z innym mężczyzną, za obopólną zgodą i w miejscu, gdzie dziewczyna mogła wołać o pomoc, oboje będą ukamienowani. Gdy stało się to w miejscu niezamieszkanym, czyn uznany zostaje za gwałt i zginie tylko mężczyzna. Wersy 13-22 mówią też o przypadkach, kiedy mąż, po jakimś czasie, oskarża żonę o to, że w dniu ślubu nie była dziewicą. Rodzice dziewczyny muszą okazać dowód dziewictwa swej córki przed starszymi miasta. Gdyby oskarżenia męża okazały się fałszywie, będzie on poddany biczowaniu, zapłaci karę 100 szekli i zostanie pozbawiony prawa do rozwodu.
Świadectwo szacunku dla dziewictwa daje też Księga Kapłańska 21,13n, która stwierdza, że Najwyższy Kapłan może poślubić tylko kobietę, która jest dziewicą z jego rodu. Prorok Ezechiel 44,22, zobowiązuje wszystkich kapłanów do żenienia się z dziewicami lub wdowami po kapłanach, pochodzącymi z Izraela.

### Islam
Koran (17:32) potępia cudzołóstwo i stwierdza, że stosunek płciowy może odbywać się jedynie między mężem i żoną. Małżeństwo jest bardzo ważne w islamie, hadis stwierdza nawet, że „małżeństwo jest połową religii”. Dlatego też dziewictwo nowo poślubionej żony jest ważne dla męża i honoru całej rodziny.

### Hinduizm
Hinduistyczne księgi Gryhasutry nakazywały dopełnienie małżeństwa czwartej nocy po ceremonii ślubnej. Przez udawane zapomnienie o współżyciu przez trzy doby, próbowano utrzymywaniem wstrzemięźliwości płciowej, oszukać niewidzialne negatywne istoty. Obawiano się bowiem, iż w trakcie pierwszego stosunku może dojść do inkarnowania się w płodzie złego ducha.
Jeśli mąż powziął przekonanie o braku dziewictwa u poślubionej kobiety, miał ją prawo porzucić – odsyłając do domu jej rodziców.